# Bruno Volta
Bruno Alberto Volta (La Banda, 23 de mayo de 1941 - Santiago del Estero, 23 de diciembre de 1990) fue un ingeniero eléctrico y político argentino de la Unión Cívica Radical. Ocupó los cargos de intendente de la ciudad de Santiago del Estero, entre 1983 y 1987, y diputado nacional desde 1989 hasta su fallecimiento.

## Reseña biográfica
Bruno Alberto Volta nació en la ciudad de La Banda el 23 de mayo de 1941. Fueron sus padres Albano Volta e Irma Emma Tarchini. Cursó sus estudios primarios en la escuela 27 de abril de su ciudad natal y luego ingresó al Liceo Militar «General Paz» de Córdoba. Años más tarde se recibió de ingeniero eléctrico en San Miguel de Tucumán, con orientación en electrónica.
Ya en ejercicio de su profesión, participó en proyectos de desarrollo de satélites y marcapasos. Estudió en Francia, becado por la Universidad Nacional de Tucumán, donde se especializó en electrónica para vuelos espaciales. Regresó a su país y se desempeñó como docente en la Universidad Nacional de Tucumán, en la Universidad Tecnológica Nacional y en la Universidad Nacional de Santiago del Estero.
Militó en la Unión Cívica Radical y en el año 1983, con el regreso de la democracia en Argentina, se postuló como intendente de la ciudad de Santiago del Estero resultando victorioso. Durante su mandato tuvo que desenvolverse con un escaso presupuesto, ya que la provincia era gobernada por Carlos Juárez, de distinto signo político. A pesar de eso, se construyeron tres jardines de infantes municipales, cordones cuneta, refaccionó la plaza 8 de Abril, creó la obra social municipal y encaró lo que sería su principal obra: la planta potabilizadora de la ciudad. Sin embargo, solo logró construirla en un 50% debido a la falta de fondos. Proyectó la obra de un nuevo sistema cloacal y eliminó el rubro gastos reservados sin rendición de cuentas, contribuyendo a la transparencia del municipio. Amplió la red de gas para los barrios Huaico Hondo, Cáceres y San Francisco Solano, amplió también el alumbrado público y construyó puentes sobre el desagüe principal sur, vinculando los barrios América del Sur con el Ejército Argentino y Cabildo con el Almirante Brown. La educación preescolar, las manifestaciones de la cultura y del arte y la participación de la ciudadanía tuvieron un espacio privilegiado durante su gestión.
En 1987, fue candidato a gobernador de la provincia y logró el 43% de los votos, pero fue derrotado por César Iturre que alcanzó el 50%. En 1989 fue elegido diputado nacional, cargo que ocupó hasta su fallecimiento, el 23 de diciembre de 1990.
En su homenaje, un barrio de la ciudad de Santiago del Estero, un jardín de infantes y una escuela de educación especial llevan su nombre.